# Юніон (округ, Кентуккі)
Шаблон:StateAbbr_ 37°40′ пн. ш. 87°57′ зх. д. / 37.66° пн. ш. 87.95° зх. д.
Округ  Юніон (англ. Union County) — округ (графство) у штаті  Кентуккі, США. Ідентифікатор округу 21225.

## Історія
Округ утворений 1811 року.

## Демографія
За даними перепису 
2000 року 
загальне населення округу становило 15637 осіб, зокрема міського населення було 5362, а сільського — 10275.
Серед мешканців округу чоловіків було 7888, а жінок — 7749. В окрузі було 5710 домогосподарств, 4081 родин, які мешкали в 6234 будинках.
Середній розмір родини становив 2,99.
Віковий розподіл населення поданий у таблиці:
| Стать    | До 15 років | 15-21 | 22-29 | 30-39 | 40-49 | 50-65 | 65-85 | Понад 85 |
| -------- | ----------- | ----- | ----- | ----- | ----- | ----- | ----- | -------- |
| Чоловіки | 1488        | 1528  | 819   | 949   | 1138  | 1176  | 717   | 73       |
| Жінки    | 1509        | 935   | 740   | 999   | 1140  | 1204  | 1033  | 189      |

## Суміжні округи
- Поузі, Індіана — північ
- Гендерсон — північний схід
- Вебстер — південний схід
- Кріттенден — південь
- Гардін, Іллінойс — захід
- Ґаллатін, Іллінойс — північний захід

## Виноски
1. ↑  U.S. Decennial Census. United States Census Bureau. Процитовано 20 серпня 2014.
2. ↑  Historical Census Browser. University of Virginia Library. Архів оригіналу за 11 серпня 2012. Процитовано 20 серпня 2014.
3. ↑  Population of Counties by Decennial Census: 1900 to 1990. United States Census Bureau. Процитовано 20 серпня 2014.
4. ↑  Census 2000 PHC-T-4. Ranking Tables for Counties: 1990 and 2000 (PDF). United States Census Bureau. Процитовано 20 серпня 2014.
5. ↑  State & County QuickFacts. United States Census Bureau. Архів оригіналу за 12 серпня 2011. Процитовано 6 березня 2014. [Архівовано 2011-08-12 у Wayback Machine.](англ.) Наведено за англійською вікіпедією.
6. ↑  American FactFinder. Бюро перепису населення США. Архів оригіналу за 26 лютого 2012. Процитовано 31 січня 2008. [Архівовано 2008-05-21 у Wayback Machine.]

| США | Це незавершена стаття з географії США. Ви можете допомогти проєкту, виправивши або дописавши її. |